# Hi, Mom!
Hi, Mom! is een film uit 1970 van regisseur Brian De Palma. Deze film is het vervolg op Greetings uit 1968.

## Inhoud
Jon keert als Vietnamveteraan terug naar New York. Daar gaat hij in een flat in Greenwich Village wonen. Jon is een fanatieke filmmaker en begint zijn buren voortdurend te filmen. Zonder het goed en wel te beseffen wordt hij lid van een Black Power-vereniging en neemt hij deel aan een eigenaardige vorm van plaatselijk terrorisme.

## Rolverdeling
| Acteur            | Personage        |
| ----------------- | ---------------- |
| Robert De Niro    | Jon Rubin        |
| Charles Durning   | Superintendent   |
| Allen Garfield    | Joe Banner       |
| Lara Parker       | Jeannie Mitchell |
| Bruce D. Price    | Jimmy Mitchell   |
| Ricky Parker      | Ricky Mitchell   |
| Andy Parker       | Andy Mitchell    |
| Jennifer Salt     | Judy Bishop      |
| Paul Bartel       | Uncle Tom Wood   |
| Gerrit Graham     | Gerrit Wood      |
| Floyd L. Peterson | John Winnicove   |
| Paul Hirsch       | Avery Gunnz      |

## Feiten
- Robert De Niro kroop voor de tweede keer in de huid van Jon Rubin. De eerste keer was in 1968 voor de film Greetings.
- Ook in Taxi Driver uit 1976 speelt Robert De Niro een Vietnamveteraan.